# Tyresö Royal Crowns

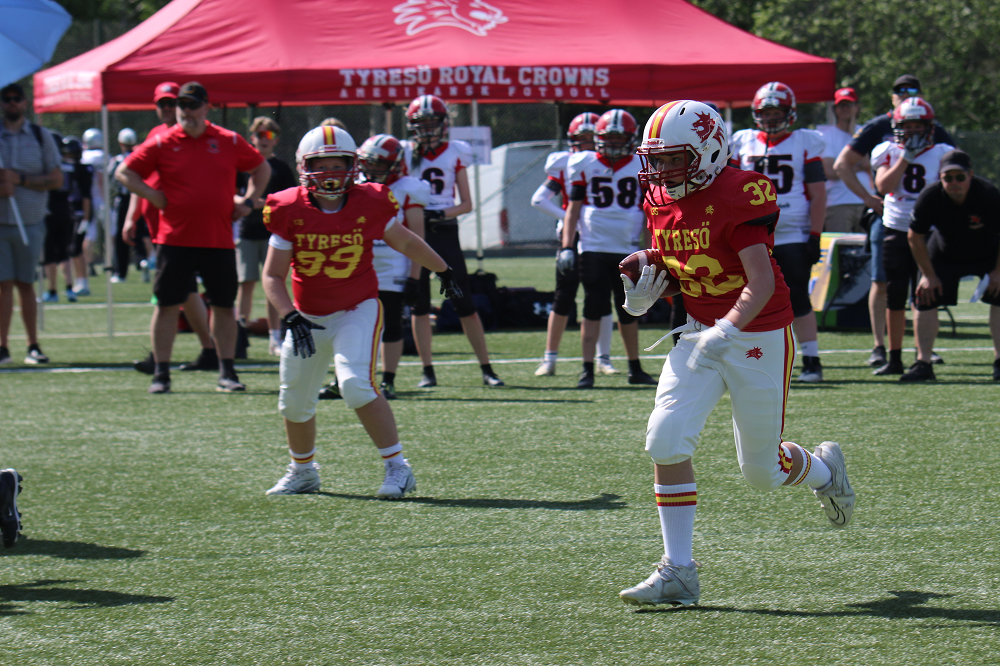
Touchdown i U13.

Tyresö AFF Royal Crowns är en svensk idrottsförening med amerikansk fotboll som enda gren. Klubben bildades 1990 och har sin hemmaplan på Tyresövallen (f.d. Bollmoravallen) i Tyresö. Laget blev svenska mästare 2001 efter att ha varit i SM-final även året innan. Tyresö Royal Crowns spelar i Sveriges högsta serie; Superserien.

## Historik

### Grundande
Föreningen grundades den 8 mars 1990 av gymnasisterna Martin Engdahl och Andreas Ehrenreich på Tyresö gymnasium, Farmarstigen nummer 7 i Tyresö. Med 98 närvarande i röstlängden valdes Ehrenreich till klubbens första ordförande.

### Huvudtränare
Det första året avklarades med grundarna som instruktörer utan någon etablerad huvudtränare. Föreningens första tränare Tom Bell anslöt 1991 och anses vara den som etablerade struktur i föreningen.
- Noghor Jemide (2023-)
- Carl Haglind (2021–2022) 10-7 (.588)
- Daniel Myrsten (2020) 2-4 (.333)
- Marcus Juhlin (2019) 5-3 (.625)
- Leo Billgren (2010–2012,2017–2018) 33-21 (.611)
- Andreas Ehrenreich (2002, 2005–2006*, 2015–2016) 42-12 (.778)
- Terry Kleinsmith (2013–2014) 18-4 (.818)
- Todd Ferguson (2009) 3-8 (.273)
- Jan Jenmert (1999–2001, 2005–2006*, 2008) 38-24 (.613)
- Fred Armstrong (2003–2004) 7-14 (.334)
- Thomas Ahlberg (1997–1998) 17-4 (.810)
- Thomas Hill (1993, 1995–1996) 13-12-1 (.519)
- Tom Lynch (1994) 5-4 (.556)
- Tom Bell (1991–1992) 5-5 (.500)
- *Delat huvudtränarskap

### Hemmaplan
- 2010– Tyresövallen (f.d. Bollmoravallen)
- 2006–2009 Bollmoravallen
- 1997–2005 Bollmoravallen/Trollbäckens Idrottsplats (Dalskoleängen, junior)
- 1990–1997 Centralparken/Fornuddsängen

### Smeknamn
Påverkad av den amerikanska idrottskulturen tog Tyresö AFF smeknamnet Royal Crowns. Andra förslag som diskuterades var Wild Oxen och Truckers.

## Seriespel 2025
Tyresös A-lag spelar 2025 i Sveriges högsta serie; Superserien. I ungdomsverksamheten ingår sex sektioner: Fotbollsskola, U9, U11, U13, U15, och U18.

## A-trupp 2025

### Ledare

#### Huvudtränare
Noghor Jemide

## Seriespel

### A-lag
| År   | Serie              | Tabellplacering | SM-tecken |
| ---- | ------------------ | --------------- | --------- |
| 2025 | Superserien        | 2               | SM-Silver |
| 2024 | Superserien        | 3               |           |
| 2023 | Superserien        | 2               | SM-Silver |
| 2022 | Superserien        | 4               |           |
| 2021 | Division Ett Norra | 1               |           |
| 2020 | Division Ett Norra | 3               |           |
| 2019 | Superettan         | 1               |           |
| 2018 | Division 1 Östra   | 1               |           |
| 2017 | Superserien        | 6               |           |
| 2016 | Superserien        | 4               |           |
| 2015 | Superserien        | 1               |           |
| 2014 | Superserien        | 2               |           |
| 2013 | Superserien        | 1               |           |
| 2012 | Superserien        | 1               | SM-Silver |
| 2011 | Superserien        | 2               | SM-Silver |
| 2010 | Superserien        | 3               | SM-Silver |
| 2009 | Superserien        | 4               |           |
| 2008 | Superserien        | 5               |           |
| 2007 | Superserien        | 5               |           |
| 2006 | Superettan         | 1               |           |
| 2005 | Superettan         | 3               |           |
| 2004 | Superserien        | 4               |           |
| 2003 | Superserien        | 4               |           |
| 2002 | Superserien        | 3               |           |
| 2001 | Superserien        | 2               | SM-Guld   |
| 2000 | Superserien        | 3               | SM-Silver |
| 1999 | Superserien        | 6               |           |
| 1998 | Superserien        | 3               |           |
| 1997 | Division 1 Norra   | 1               |           |
| 1996 | Division 1 Norra   | 5               |           |
| 1995 | Division 2 Östra   | 1               |           |
| 1994 | Division 2 Östra   | 3               |           |
| 1993 | Division 2 Östra   | 4               |           |
| 1992 | Division 3 Norra   | 2               |           |
| 1991 | Division 3 Norra   | 5               |           |

#### A-lag vs. Motståndare
Senast uppdaterad:2024-07-13
| Motstånd         | M   | V   | O | F   | GP   | IP   | +/-                   | P   | Vinst% |
| ---------------- | --- | --- | - | --- | ---- | ---- | --------------------- | --- | ------ |
| Norrköping       | 6   | 6   | 0 | 0   | 248  | 30   | {\displaystyle +}218  | 12  | 1.000  |
| Södertälje       | 5   | 5   | 0 | 0   | 156  | 13   | {\displaystyle +}143  | 10  | 1.000  |
| Västerås         | 4   | 4   | 0 | 0   | 201  | 73   | {\displaystyle +}128  | 8   | 1.000  |
| Upplands-Bro     | 3   | 3   | 0 | 0   | 126  | 20   | {\displaystyle +}106  | 6   | 1.000  |
| Gefle            | 2   | 2   | 0 | 0   | 96   | 20   | {\displaystyle +}76   | 4   | 1.000  |
| Westerbotten     | 1   | 1   | 0 | 0   | 70   | 0    | {\displaystyle +}70   | 2   | 1.000  |
| Göteborg G       | 3   | 3   | 0 | 0   | 132  | 64   | {\displaystyle +}68   | 6   | 1.000  |
| Jönköping S      | 2   | 2   | 0 | 0   | 61   | 0    | {\displaystyle +}61   | 4   | 1.000  |
| Jämtland         | 2   | 2   | 0 | 0   | 77   | 21   | {\displaystyle +}56   | 4   | 1.000  |
| Luleå            | 3   | 3   | 0 | 0   | 58   | 18   | {\displaystyle +}40   | 6   | 1.000  |
| Ystad            | 1   | 1   | 0 | 0   | 45   | 12   | {\displaystyle +}33   | 2   | 1.000  |
| Ålborg           | 1   | 1   | 0 | 0   | 32   | 12   | {\displaystyle +}23   | 2   | 1.000  |
| Köpenhamn        | 1   | 1   | 0 | 0   | 26   | 6    | {\displaystyle +}20   | 2   | 1.000  |
| Oslo             | 1   | 1   | 0 | 0   | 56   | 37   | {\displaystyle +}19   | 2   | 1.000  |
| Haninge          | 1   | 1   | 0 | 0   | 32   | 15   | {\displaystyle +}17   | 2   | 1.000  |
| Ekeby            | 1   | 1   | 0 | 0   | 36   | 28   | {\displaystyle +}8    | 2   | 1.000  |
| Kristiansand     | 1   | 1   | 0 | 0   | 45   | 39   | {\displaystyle +}6    | 2   | 1.000  |
| Kristianstad     | 8   | 7   | 0 | 1   | 228  | 176  | {\displaystyle +}52   | 14  | .875   |
| Karlskoga        | 5   | 5   | 0 | 1   | 261  | 85   | {\displaystyle +}176  | 10  | .833   |
| Djurgården       | 10  | 8   | 0 | 2   | 349  | 140  | {\displaystyle +}209  | 16  | .800   |
| Linköping        | 5   | 4   | 0 | 1   | 137  | 46   | {\displaystyle +}91   | 8   | .800   |
| Solna/Täby       | 23  | 18  | 0 | 5   | 860  | 437  | {\displaystyle +}423  | 36  | .783   |
| Knivsta          | 4   | 3   | 0 | 1   | 87   | 25   | {\displaystyle +}62   | 6   | .750   |
| Örebro           | 33  | 24  | 0 | 9   | 986  | 726  | {\displaystyle +}260  | 48  | .727   |
| AIK              | 7   | 5   | 0 | 2   | 103  | 110  | {\displaystyle -}7    | 10  | .714   |
| Sundsvall        | 3   | 2   | 0 | 1   | 132  | 55   | {\displaystyle +}77   | 4   | .667   |
| Eskilstuna       | 6   | 4   | 0 | 2   | 108  | 61   | {\displaystyle +}47   | 8   | .667   |
| Kristianstad C4  | 3   | 2   | 0 | 1   | 72   | 50   | {\displaystyle +}22   | 4   | .667   |
| Limhamn          | 17  | 11  | 0 | 6   | 455  | 259  | {\displaystyle +}196  | 20  | .647   |
| Uppsala          | 14  | 9   | 0 | 5   | 406  | 313  | {\displaystyle +}93   | 18  | .643   |
| Solna            | 11  | 7   | 0 | 4   | 363  | 225  | {\displaystyle +}138  | 14  | .636   |
| Täby             | 6   | 3   | 1 | 2   | 121  | 49   | {\displaystyle +}72   | 7   | .583   |
| Arlanda          | 36  | 19  | 0 | 17  | 1082 | 675  | {\displaystyle +}407  | 38  | .528   |
| KTH              | 4   | 2   | 0 | 2   | 134  | 89   | {\displaystyle +}45   | 4   | .500   |
| Göteborg M       | 2   | 1   | 0 | 1   | 42   | 12   | {\displaystyle +}30   | 2   | .500   |
| Nyköping         | 2   | 1   | 0 | 1   | 13   | 13   | 0                     | 2   | .500   |
| Åkersberga       | 6   | 3   | 0 | 3   | 72   | 100  | {\displaystyle -}28   | 6   | .500   |
| Stockholm        | 49  | 16  | 0 | 33  | 1106 | 1343 | {\displaystyle -}237  | 32  | .327   |
| Carlstad         | 47  | 10  | 0 | 37  | 795  | 1571 | {\displaystyle -}746  | 20  | .213   |
| Seinäjoki        | 2   | 0   | 0 | 2   | 7    | 50   | {\displaystyle -}43   | 0   | .000   |
| Handelshögskolan | 2   | 0   | 0 | 2   | 14   | 96   | {\displaystyle -}82   | 0   | .000   |
| Superserien      | 235 | 127 | 0 | 108 | 6345 | 5490 | {\displaystyle +}855  | 254 | .540   |
| Division 1       | 68  | 54  | 0 | 14  | 2362 | 1000 | {\displaystyle +}1362 | 110 | .794   |
| Division 2       | 25  | 13  | 1 | 11  | 422  | 294  | {\displaystyle +}128  | 27  | .540   |
| Division 3       | 10  | 5   | 0 | 5   | 168  | 179  | {\displaystyle -}11   | 10  | .500   |
| Cupspel          | 5   | 2   | 0 | 3   | 108  | 145  | {\displaystyle -}37   | 4   | .400   |
| Totalt           | 344 | 202 | 1 | 141 | 9433 | 7114 | {\displaystyle +}2319 | 405 | .589   |

#### Per matchtyp
Senast uppdaterad:2024-07-13
| Grundserie  | M   | V   | O | F   | GP   | IP   | +/-                   | P   | Vinst% |
| ----------- | --- | --- | - | --- | ---- | ---- | --------------------- | --- | ------ |
| Superserien | 205 | 116 | 0 | 89  | 5626 | 4631 | {\displaystyle +}995  | 232 | .566   |
| Division 1  | 61  | 48  | 0 | 13  | 2081 | 812  | {\displaystyle +}1269 | 96  | .787   |
| Division 2  | 25  | 13  | 1 | 11  | 422  | 294  | {\displaystyle +}128  | 27  | .540   |
| Division 3  | 10  | 5   | 0 | 5   | 168  | 179  | {\displaystyle -}11   | 10  | .500   |
| Cupspel     | 4   | 2   | 0 | 2   | 87   | 101  | {\displaystyle -}14   | 4   | .500   |
|             | 301 | 182 | 1 | 118 | 8297 | 5916 | {\displaystyle +}2381 | 365 | .606   |
| Slutspel    |     |     |   |     |      |      |                       |     |        |
| Superserien | 30  | 11  | 0 | 19  | 719  | 859  | {\displaystyle -}140  | 22  | .367   |
| Division 1  | 5   | 4   | 0 | 1   | 188  | 156  | {\displaystyle +}32   | 8   | .800   |
| Cupspel     | 1   | 0   | 0 | 1   | 21   | 44   | {\displaystyle +}23   | 0   | .000   |
|             | 35  | 15  | 0 | 20  | 907  | 1015 | {\displaystyle -}108  | 30  | .494   |
| Kval        |     |     |   |     |      |      |                       |     |        |
| Division 1  | 3   | 3   | 0 | 0   | 121  | 38   | {\displaystyle +}83   | 6   | 1.000  |
| Totalt      | 344 | 202 | 1 | 141 | 9433 | 7114 | {\displaystyle +}2319 | 405 | .589   |

### B-lag

#### B-lag vs. Motståndare
Senast uppdaterad:2010-06-23 (2004)
| Motstånd   | M | V | O | F | GP  | IP  | +/-                 | P | Vinst% |
| ---------- | - | - | - | - | --- | --- | ------------------- | - | ------ |
| Roslagen   | 2 | 2 | 0 | 0 | 53  | 6   | {\displaystyle +}47 | 4 | 1.000  |
| Västerås   | 2 | 0 | 1 | 1 | 14  | 37  | {\displaystyle -}23 | 1 | .250   |
| Norrköping | 2 | 0 | 1 | 1 | 40  | 76  | {\displaystyle -}36 | 1 | .250   |
| Gefle      | 2 | 0 | 0 | 2 | 18  | 56  | {\displaystyle -}38 | 0 | .000   |
| Totalt     | 8 | 2 | 2 | 4 | 125 | 175 | {\displaystyle -}50 | 6 | .375   |

## Klubbmeriter
| A-lag                | A-lag |
| -------------------- | ----- |
| SM-silver 2025       |       |
| SM-silver 2023       |       |
| SM-silver 2012       |       |
| SM-silver 2011       |       |
| SM-silver 2010       |       |
| Svenska mästare 2001 |       |
| SM-silver 2000       |       |

| U19                  | U19 |
| -------------------- | --- |
| Svenska mästare 2024 |     |
| SM-Silver 2021       |     |
| Svenska mästare 2018 |     |
| SM-Silver 2013       |     |
| Svenska mästare 2011 |     |
| Svenska mästare 2010 |     |
| Svenska mästare 2009 |     |
| SM-Silver 2003       |     |
| SM-Silver 2002       |     |

| U16                  | U16 |
| -------------------- | --- |
| SM-Silver 2006       |     |
| Svenska mästare 2003 |     |
| SM-Silver 2002       |     |
| SM-Silver 2000       |     |
| SM-Silver 1999       |     |

### SM-Finaler
| Lag   | Säsong | Motstånd     | Spelplats       | Resultat | Titel     |  | Tränare                    |
| ----- | ------ | ------------ | --------------- | -------- | --------- |  | -------------------------- |
| A-lag | 2025   | Carlstad     | Sola Arena      | 6-36     | SM-Silver |  | Noghor Jemide              |
| U19   | 2024   | Limhamn      | Hästhagens IP   | 20-14    | SM-Guld   |  | Leo Billgren               |
| A-lag | 2023   | Stockholm    | Zinkensdamms IP | 35-55    | SM-Silver |  | Noghor Jemide              |
| U19   | 2021   | Täby         | Bergshamra IP   | 0-40     | SM-Silver |  | Kimie Svenningsson         |
| U19   | 2018   | Örebro       | Tyresövallen    | 48-22    | SM-Guld   |  | Staffan Dahlberg           |
| U19   | 2013   | Kristianstad | Tele2 Arena     | 28-54    | SM-Silver |  | Daniel Olsson              |
| A-lag | 2012   | Carlstad     | Studenternas IP | 0-24     | SM-Silver |  | Leo Billgren               |
| A-lag | 2011   | Carlstad     | Studenternas IP | 7-20     | SM-Silver |  | Leo Billgren               |
| U19   | 2011   | Solna/Täby   | Studenternas IP | 16-15    | SM-Guld   |  | Sebastian Lindqvist        |
| A-lag | 2010   | Carlstad     | Tingvalla IP    | 15-37    | SM-Silver |  | Leo Billgren               |
| U19   | 2010   | Arlanda      | Tingvalla IP    | 24-13    | SM-Guld   |  | Andreas Ehrenreich         |
| U19   | 2009   | Arlanda      | Zinkensdamms IP | 17-14    | SM-Guld   |  | Andreas Ehrenreich         |
| U16   | 2006   | Kristianstad | Zinkensdamms IP | 12-29    | SM-Silver |  | Jan Jenmert                |
| U19   | 2003   | Carlstad     | Bollmoravallen  | 14-32    | SM-Silver |  | Jan Jenmert                |
| U16   | 2003   | Ystad        | Ystad IP        | 12-6     | SM-Guld   |  | Jan Jenmert                |
| U19   | 2002   | Carlstad     | Färjestads IP   | 0-45     | SM-Silver |  |                            |
| U16   | 2002   | Carlstad     | Trollbäckens IP | 12-20    | SM-Silver |  | Martin Frings              |
| A-lag | 2001   | Stockholm    | Zinkensdamms IP | 30-25    | SM-Guld   |  | Jan Jenmert                |
| U16   | 2000   | Örebro       | Bollmoravallen  | 0-50     | SM-Silver |  | Martin Frings/Lars Persson |
| A-lag | 2000   | Stockholm    | Tingvalla IP    | 17-55    | SM-Silver |  | Jan Jenmert                |
| U16   | 1999   | Ystad        |                 | 0-70     | SM-Silver |  | Glenn Brooker              |

## Internationella matcher
| Lag   | Säsong | Cup                 | Omgång | Land      | Motstånd                | Hemma | Borta | Totalt |
| ----- | ------ | ------------------- | ------ | --------- | ----------------------- | ----- | ----- | ------ |
| A-lag | 2022   | Skandinaviska Cupen | 1      | Norge     | Kristiansand            |       | 45-39 | 45-39  |
| A-lag | 2022   | Skandinaviska Cupen | 1      | Danmark   | Ålborg                  | 35-12 |       | 35-12  |
| A-lag | 2018   | Vänskapsmatch       | 1      | Island    | Reykjavík               |       | 28-56 | 28-56  |
| A-lag | 2011   | Vänskapsmatch       | 1      | Norge     | Eidsvoll                | 42-6  |       | 42-6   |
| A-lag | 2007   | Vänskapsmatch       | 1      | Norge     | Oslo Vikings            | 14-7  |       | 14-7   |
| A-lag | 2007   | Vänskapsmatch       | 1      | USA       | Howard Payne University | 7-41  |       | 7-41   |
| U16   | 2005   | Vänskapsmatch       | 1      | Österrike | Wien Vikings            |       | 18-53 | 18-53  |
| A-lag | 2004   | Vänskapsmatch       | 1      | Frankrike | La Courneuve            |       | ?     | ?      |
| A-lag | 2002   | Euro Bowl           | 1      | Finland   | Seinäjoen AJS           | 7-30  | 0-20  | 7-50   |
| U-21  | 2003   | Vänskapsmatch       | 1      | Finland   | Helsinki R              |       | ?     | ?      |
| U19   | 2002   | Dukes Tourney       | 1      | Finland   | Helsinki W              | ?     |       | ?      |
| A-lag | 2002   | Vänskapsmatch       | 1      | USA       | UW-Eau Claire           | 6-61  |       | 6-61   |

## Milstolpar

### Poängrekord
Största vinsten var 72-0 mot Örebro hemma den 28 maj 2006.

Största förlusten var 0-76 mot Carlstad borta den 29 augusti 2009.

Flest gjorda poäng var 76 mot Arlanda hemma den 6 augusti 2000.

Flest insläppta poäng var 79 mot Carlstad borta den 15 augusti 2004.

### Poäng i seriespel
1,000 poäng hemma mot KTH den 26 juli 1997.

2,000 poäng borta mot Örebro 27 augusti 2000 av Andreas "Kunta" Johansson

3,000 poäng borta mot Arlanda den 15 maj 2004 av Mikael Tagel.

4,000 poäng borta mot Sundsvall den 16 juni 2006.

5,000 poäng borta mot Solna/Täby den 21 augusti 2010 av Johan Ingerman.

6,000 poäng borta mot Solna/Täby den 15 juni 2013 av Oscar Strauss.

7,000 poäng hemma mot Limhamn den 27 juni 2015 av Carl Kamm.

8,000 poäng hemma mot Jönköping S den 1 juni 2019 av Markus Rindmyr.

9,000 poäng hemma mot Limhamn den 4 maj 2024 av Jaime Quade.

### Poäng i Superserien
1,000 poäng borta mot Stockholm den 2 oktober 2000 (SM-final).

2,000 poäng borta mot Sundsvall den 5 juni 2004.

3,000 poäng hemma mot Djurgården den 28 augusti 2010 av James 
Robinson.

4,000 poäng borta mot Uppsala den 28 juni 2013 av Daniel Nässelkvist.

5,000 poäng hemma mot Carlstad den 8 augusti 2015 av Daniel Nässelkvist.

6,000 poäng hemma mot AIK den 18 maj 2024 av Dovydas Koncevicius.

### Poäng i Division 1
1,000 poäng hemma mot Örebro den 28 maj 2006.

2,000 poäng borta mot Karlskoga den 8 juni 2019 av Markus Rindmyr.

### Hållna nollor
Nummer 5 hemma mot Linköping den 18 juni 1994. (22-0)

Nummer 10 borta mot Carlstad den 19 maj 2001. (32-0)

Nummer 15 borta mot Gefle den 4 juni 2006. (60-0)

Nummer 20 hemma mot Djurgården den 28 augusti 2010. (41-0)

Nummer 25 borta mot Stockholm den 13 juli 2013. (63-0)

Nummer 30 borta mot Stockholm den 17 juni 2015. (61-0)

Nummer 35 hemma mot Upplands-Bro den 6 september 2020. (36-0)

Nummer 40 hemma mot Limhamn den 4 maj 2024. (35-0)

## Supportrar
Tyresös organiserade supportrar kallas Monarkerna och hänger ofta banderoller både på hemma- och bortaplan.
Ett återkommande inslag är att Monarkerna firar när Tyresö gör poäng med röd rök från bakom målstolparna.

## Rivaler
Under 1990-talet i de lägre serierna var matcherna mot ärkerivalen Åkersberga särskilt bittra och fysiska. När Tyresö lämnade för svensk amerikansk fotbolls finrum utvecklades under tidigt 2000-tal en hätsk rivalitet i mötena mot värmländska Carlstad. I juniorleden noterades mötena i U19-serien mot dominerande Arlanda under 1990-talet som ett emotionellt derby men under 2000-talet ersattes rivalitetskänslorna med matcher mot Solna/Täby. Under samma period tog laddade bataljer plats mot Täby i U16-serien.

## Tyresöprofiler 1990–2013

### Stora Grabbar
Spelare eller tränare med minst 20 landskamper för Sverige.
- Stefan Björkman (Spelare/Tränare)
- Mikael Alpäng (Spelare)
- Thomas Ahlberg (Förbundskapten)
- Dan Pettersson (Spelare)
- Erik Granberg (Spelare)
- Håkan Eriksson (Spelare)
- Mikael Jonsson (Spelare)
- Johan Perlström (Spelare)

### Klubbprofiler

#### Offensiva backar (spelfördelare)
- Jon Cooley (Auburn University)
- Jarrod DeGeorgia (Wayne State University)
- Håkan Eriksson (LUGI, Uppsala)
- Billy Greene (University of British Columbia)
- Jayce Goree (Glenville State College)
- Colby Kirkegaard (University of Wyoming)
- Terry Kleinsmith,(Simon Fraser University)
- Mark Novara (Lakeland College)
- Clinton Pattersson (Gardner Webb University)
- Brian Rasmussen (University of Wisconsin-Eau Claire)
- Johan Selldén
- Dan Selway (University of Redlands)
- Madei Williams (Syracuse University, Southern Illinois University)

#### Offensiva backar (hel- och halvbackar)
- Mikael Alpäng (Örebro)
- Johan Bergholm (Tyresö juniorlag)
- Thomas Carlstedt (Tyresö juniorlag)
- Sha-Ron Edwards (Illinois State University, RiverCity Rage UIF, Atlanta NFL, Berlin NFLE, Frankfurt  NFLE)
- Lars Gustafson (Tyresö juniorlag, Stockholm Nordic Vikings, Dodge City Community College, West Texas A&M University)
- Niklas Karlsson (Norrköping)
- Simon Lundqvist (Tyresö juniorlag)
- Max Milinkovich (Illinois-Wesleyan University)
- Gheorghe Pandrea (Kristianstad C4, Crookston, Mesa)
- Johan Rauge (Tyresö juniorlag)
- Tyler Sherden (Luther College Iowa)
- Mattias Sjöström (Tyresö juniorlag)
- Torstein Wickberg (Tyresö juniorlag)
- Aaron Winchester (Western Michigan)

#### Tight Ends
- Mikael Gumplovic
- Björn Hedman
- Mattias Hedman
- Andreas Lindh von Vogelsang (Tyresö juniorlag)
- Mikael Nordström (Nynäshamn, Tyresö juniorlag, KTH)
- Christian Sporrong
- Mikael Tagel (Åkersberga)

#### Wide Receivers
- James Brazier
- John Börjesson (Tyresö juniorlag)
- Georgi Eberharter (Tyresö juniorlag)
- Henrik Eriksson (University of Wisconsin–La Crosse)
- Benny Granqvist (Tyresö juniorlag, Örebro)
- Johan Perlström (Nyköping, Norrköping, Carlstad)
- Michael Sundberg (Tyresö juniorlag)

#### Offensiv linje
- Patrik Bernström
- Stefan Bernström
- Carl-Johan Blomwall (Borås, Mesa Community College, Temple University, Berlin NFLE, Green Bay NFL)
- Dennis Bryntesson (Tyresö juniorlag, Stockholm)
- Greg Conti (Bucknell, Nokia)
- Martin Frings (Tyresö juniorlag, University of Wisconsin-La Crosse)
- Christer Frögren
- Erik Granberg (Örebro, Badalona)
- Dean Gibbons (University Waterloo)
- Oscar Gustafsson-Strauss (Tyresö juniorlag, Mesa Community College, University of Minnesota-Duluth)
- Hampus Harletun (Örebro)
- Karl Holfve (Tyresö juniorlag) († 25 Jan 2010)
- Mikael Jonsson (Skövde, ([Dodge City Comunnity College]), ([University of Minnesota-Crookston]), NFLE)
- Robert Kostic (Arlanda)
- Adam Krajewski (Winnipeg Blue Bombers)
- Hans-Görgen Leis
- Ramzy Rizik (University Waterloo)
- Paul Rummelt (Tyresö juniorlag)

#### Defensiv linje
- Stefan Björkman (Lidingö, San Antonio USFL, Stockholm)
- Jermaine Guynn (Purdue)
- Alexander Hansson (Leksand, Falun, University of Minnesota-Crookston)
- Johan Hedengren
- Jörgen Lejon (Tyresö juniorlag, University of Wisconsin–La Crosse)
- Gustav Mesaros (Alelyckan, Göteborg, Charleston Southern University)
- Dan Pettersson (Kristianstad C4, NFLE)
- Richard Rosenholtz, (Tyresö juniorlag)
- Ronny Smedlund
- Thomas Walldén (Tyresö juniorlag)

#### Linebackers
- Andreas Ehrenreich
- Robert Johansson
- Mikael Katz (Tyresö juniorlag)
- Henrik Larsson (Örebro)
- Markus Magnell (född Andersson)
- Marcus Mirahmadi (Örebro, Köln, Bergamo)
- Ronnie Pentz (University of California-San Diego)

#### Defensiva backar
- Kelton Alexander (University of California, Los Angeles)
- Jonas Dahlberg (Tyresö juniorlag)
- Staffan Dahlberg (Tyresö juniorlag)
- Peter Fernlund (Tyresö juniorlag, Orange County Community College)
- Gary Granqvist (Tyresö juniorlag)
- Jimi Heikura (Tyresö juniorlag)
- Andreas Johansson d.y. (Tyresö juniorlag, Carlstad)
- Andreas Johansson d.ä. (Skövde)
- Charles McCoy (Borås, Roslagen)
- Philip Minja (Tyresö juniorlag, University of-Wisconsin La Crosse)
- Ronnie Mörth (Tyresö juniorlag)
- Daniel Norberg (Tyresö juniorlag)
- Jimmy Rönnkvist (Tyresö juniorlag)